# Taläcker
Taläcker ist ein Stadtteil von Künzelsau, der Kreisstadt des Hohenlohekreises. Es ist der jüngste Ortsteil der Stadt und beherbergt auf einer Fläche von 55 ha rund 3500 Einwohner.
Taläcker ist über die  Künzelsauer Bergbahn mit dem Hauptort verbunden.

## Infrastruktur
Im Wohngebiet befinden sich eine städtische Kinderkrippe und zwei Kindergärten sowie eine städtische Grundschule. Private Betreuungs- und Bildungseinrichtungen sind die Freie Schule Anne-Sophie, sowie die Würtholino Kindertagesstätte, die als Betriebskindergarten der Adolf Würth GmbH & Co. KG fungiert.

## Geografie
Das Wohngebiet ist von einem Wald umgeben. Darin sind neben einigen Wegen, die von Spaziergängern genutzt werden, auch ein Natur-Erlebnis-Pfad sowie ein Mountainbike Trail untergebracht.